# 愧
愧（き）（梵: apatrāpya、अपत्राप्य）は、仏教が教える善のひとつ。「自己の罪に対する畏怖」、もしくは「他を観察することによっておのれの過失を恥じること」。他人に対して恥じること。しばしば「慚愧」として扱われる。
涅槃経には、「慚はみづから罪を作らず、愧は他を教へてなさしめず。慚は内にみづから羞恥す、愧は発露して人に向かふ。慚は人に羞づ、愧は天に羞づ。これを慚愧と名づく。無慚愧は名づけて人とせず、名づけて畜生とす。」と説かれている。